# 電腦硬體冷卻
电脑硬件冷却是指将电脑硬件运行时产生的废热传导并散发到机箱外部、以保证元器件能在适宜温度下工作的过程。各种冷却手段用来保证处理器性能以及降低散熱風扇的噪音。
类似于中央处理器，北橋和显卡这样的大功率元件产生的大量热量不仅会造成性能降低，还有可能损坏自身元件。部分元件过热会导致元件停止工作，从而引发系统出现异常甚至崩溃死机。很多计算机在温度达到危险级别时会强制关机，也有一些在BIOS设置中让用户指定一个危险温度，达到这个温度BIOS会报警，用户可以忽略警报或者关机。但是，错误的设置危险温度有可能导致系统不稳定或者损坏硬件。

## 需要散熱的原因
在计算机運作期間，各硬件產生大量熱能，當中主要來自集成電路，例如：中央處理器、晶片組、圖形卡和硬碟等。為使它們在安全操作溫度中運作，必須為它們散熱。當中可使用原裝或額外加裝的散熱器以達到維持安全溫度。散熱主要靠使用散熱片增加散熱面，一般會再加上風扇籍以加速氣流，吸入冷空氣並排出熱氣。節流計算機零件為了減少發熱。计算机硬件過熱會減低最長壽命並造成當機，甚至系統崩溃等問題。
某些CPU和GPU内部有热传感器，当温度过高，他们会自动關機或降頻以保护内部元件。但是，这种手段面对频繁的高温仍然无法阻止对集成电路的损坏。
另外，部分元件会在空闲时降低工作频率，以此来降低发热量和功率。

### 主动式（热电）制冷

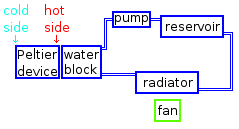
计算机芯片的热电主动制冷示意图

除了利用热传导装置而实现的被动散热，热电效应中的珀耳帖效应也可用于主动制冷，特别是在卫星、潜艇等一些特殊需求的芯片使用环境中，主动式（热电）制冷，可以具备无移动部件、低维护、紧凑尺寸和对方向不敏感等特性。现代的热电制冷设备使用多个堆叠单元，每个单元由数十个或数百个彼此相邻布置的热电偶组成，可实现大量的热导出。
主动式制冷的另一个优点是，热电制冷设备可以产生低于其本身环境温度的温度，这是被动散热器、散热器冷却液体冷却和热管等都不可能实现的。然而，在泵送热量时，热电制冷模块通常会消耗比泵送的热量更多的电能。另外，也可以使用热电制冷元件和高压制冷剂（两相冷却）来冷却计算机芯片。
几十年来，热电偶的材料一直倾向于使用窄带隙半导体，如铋、碲及其化合物。 “唐-崔瑟豪斯理论 ”提出，经过工程改造的纳米结构型的宽带隙半导体材料，可以更有效的提高计算机芯片主动制冷的性能。  
根据“唐-崔瑟豪斯理论”，麻省理工学院和IBM的唐爽进一步指出，基于碳元素的半导体和半金属材料嵌入计算机芯片后，可用作可转化混合制冷器件，可以在被动散热和主动热电制冷之间转换。  

## 风冷
散熱風扇是风冷最常见的工具。计算机的风扇可能附着在机箱上，也可能附着在CPU、GPU、芯片组、硬盘或者PCI卡上，利用導熱膏幫助傳熱。常见的风扇直径有40、60、80、92、120和140毫米等。最近也出现了达到200甚至240毫米的大风扇。
散熱風扇搭配熱導管和散熱片後可增加散热效能，熱導管基本上是一內含作動流體之封閉腔體，藉由腔體內作動流體持續循環的液汽二相變化，及汽&液流體於吸熱端及放熱端間汽往液返的對流，使腔體表面呈現快速均溫的特性而達到傳熱的目的。

### 在桌面电脑上
一般桌面电脑会使用多个风扇来进行散热。市面上几乎所有的消费级电源在电源箱里面都有一个风扇。很多制造商建议从机箱前后一面抽入冷空气，让热空气从顶部或後部散发，但一般桌面电脑可選擇的配件和架構眾多，也有很多不同的方法。